# 清明祐子
清明 祐子 (せいめい ゆうこ、1977年9月8日 - ) は、日本の実業家。マネックスグループ取締役兼代表執行役社長、マネックス証券株式会社代表取締役社長。

## 人物
大阪府出身。寝屋川市内の公立中学を経て、大阪教育大学附属高校天王寺校舎、京都大学経済学部卒業。2001年三和銀行（現三菱UFJ銀行）入行。2009年マネックス・ハンブレクト（現マネックス証券）入社。2011年6月マネックス・ハンブレクト株式会社代表取締役社長。2013年マネックスグループ執行役員、2018年マネックスグループ常務執行役、2019年マネックス証券代表取締役社長、2020年マネックスグループ代表執行役社長兼最高執行責任者、2022年マネックスグループ共同CEO兼最高財務責任者。
2023年マネックスグループ社長兼最高経営責任者就任。